# Масакр у Санском Мосту
Масакр у Санском Мосту, познат и као масакр на Шушњару, је масовно погубљење српског и јеврејског становништва које су починиле усташе хрватске и муслиманске националности августа 1941. године у овом граду и његовој околини.
Тачан број жртава није никада прецизно утврђен. Постоје подаци да је том приликом побијено 5.500 Срба и око 40 Јевреја, становника Санског Моста и околине.
У извјештају о стању од априла 1941. до марта 1942. године, који је сачинио Гестапо, наводи се да је само на Илиндан 1941. године у Санском Мосту извршен покољ 2.862 мјештана Срба, а у извјештају су уписана и имена дјевојака које су усташе тих дана силовале у Сухачи, Кљевцима и другим селима насељеним искључиво српским становништвом.
На том мјесту је подигнут меморијални комплекс Шушњар.